# Langen, Geestland
Langen är en ortsteil i staden Geestland i Landkreis Cuxhaven i förbundslandet Niedersachsen i Tyskland. Langen var en stad fram till 1 januari 2015 när den uppgick i Geestland. Staden Langen hade 18 330 invånare 2014.